# Шматков, Владимир Антонович
Владимир Антонович Шматков (род. 24 ноября 1942) — советский и российский учёный, специалист в области гидрологии, доктор технических наук, профессор.

## Образование
Окончил Арктический факультет Ленинградского высшего инженерного училища имени адмирала С. О. Макарова по специальности «Океанология».
В 1973 году защитил диссертацию на соискание учёной степени кандидата технических наук, тема: Исследование напряжений и деформаций ледяного покрова методом электрического моделирования, в 2002 году — диссертацию на соискание учёной степени доктора технических наук по специальности 05.22.17 Водные пути сообщения и гидрография, тема: «Навигационно-гидрографические основы обеспечения безопасности мореплавания и эффективного использования средств военно-морского, транспортного и промыслового флотов в Мозамбикском проливе».

## Преподавательская работа в высшей школе
С 1974 года работает в ГУМРФ им. адмирала С. О. Макарова (ранее — ЛВИМУ им. адм. С. О. Макарова, ГМА им. адм. С. О. Макарова).
В настоящее время является профессором кафедры навигационной гидрометеорологии и экологии.

## Профессиональная деятельность
После окончания училища работал инженером-океанологом Тиксинского радиометеоцентра Министерства морского флота СССР. В 1966—1974 гг. работал инженером в отделе озёр и водохранилищ, старшим инженером, младшим научным сотрудником ледотермической лаборатории Государственного Гидрологического института.
В 1980—1983 гг. работал консультантом-океанологом в Народной Республике Мозамбик.

## Научная детятельность
Профессор В. А. Шматков — автор более 50 научных, научно- и учебно-методических работ в области гидрологии, в том числе океанологии и гидрометеорологии, область научных интересов — теоретические исследования в области зимних режимов рек и водохранилищ, инженерная гидрология.

## Основные труды
Шматков В. А. Мозамбикский пролив: геологическая история, гидрография, гидрология. — СПб., 1999. — 68 с